# キース・ミッチェル
キース・クローディアス・ミッチェル（英: Keith Claudius Mitchell、1946年11月12日 - ）は、グレナダの政治家。同国の首相を2度務めた（1995年-2008年、2013年-2022年）。1期目の13年間という在任期間は、グレナダの最長記録である。新国民党（NNP）代表。
西インド諸島大学とアメリカン大学を卒業。1984年12月の総選挙でセント・ジョージ北西選挙区から出馬し初当選、以来現在までこの議席を維持している。1989年1月に当時のハーバート・ブライズ首相を破りNNP党首に当選したが、同年7月21日に労働通信相を更迭された。
1995年6月20日の総選挙で、NNPは定数15議席のうち8議席を獲得、多数派を形成し、ミッチェルが6月22日に首相に任命された。与党として臨んだ1999年1月の総選挙では全15議席を制する圧勝を果たし、2003年11月の総選挙でも1議席差でかろうじて第一党を保った。
2008年7月8日に行われた総選挙では、NNPは国民民主会議（NDC）の11議席に対し4議席しか獲得できず大敗を喫した。しかし、ミッチェルは自身の選挙区で再選された。翌日、NDC代表のティルマン・トーマスが首相に就任した。ミッチェルはトーマスに対し「人々は変革（チェンジ）を期待した」と祝辞を述べ、選挙後も代表を辞任することなく7月16日に野党の院内総務になった。
2013年2月の総選挙でNNPは15議席すべてを獲得し、この大勝利の結果ミッチェルが2013年2月20日に首相に再任された。2018年3月13日の総選挙でもNNPは全15議席を獲得している。しかし2022年6月23日執行の総選挙でNNPは6議席にとどまり、ミッチェルはNDC党首のディコン・ミッチェルへ首相の座を明け渡すこととなった。